# 漢普頓鎮區 (伊利諾伊州羅克艾蘭縣)
漢普頓鎮區（英語：Hampton Township）是位於美國伊利諾伊州羅克艾蘭縣的一個行政鎮區。

## 地方資料
根據2010年美國人口普查的數據，漢普頓鎮區的面積為94.50平方千米，當中陸地面積為88.40平方千米，而水域面積為6.10平方千米。當地共有人口21463人，而人口密度為每平方千米227.12人。